# Larry Willis

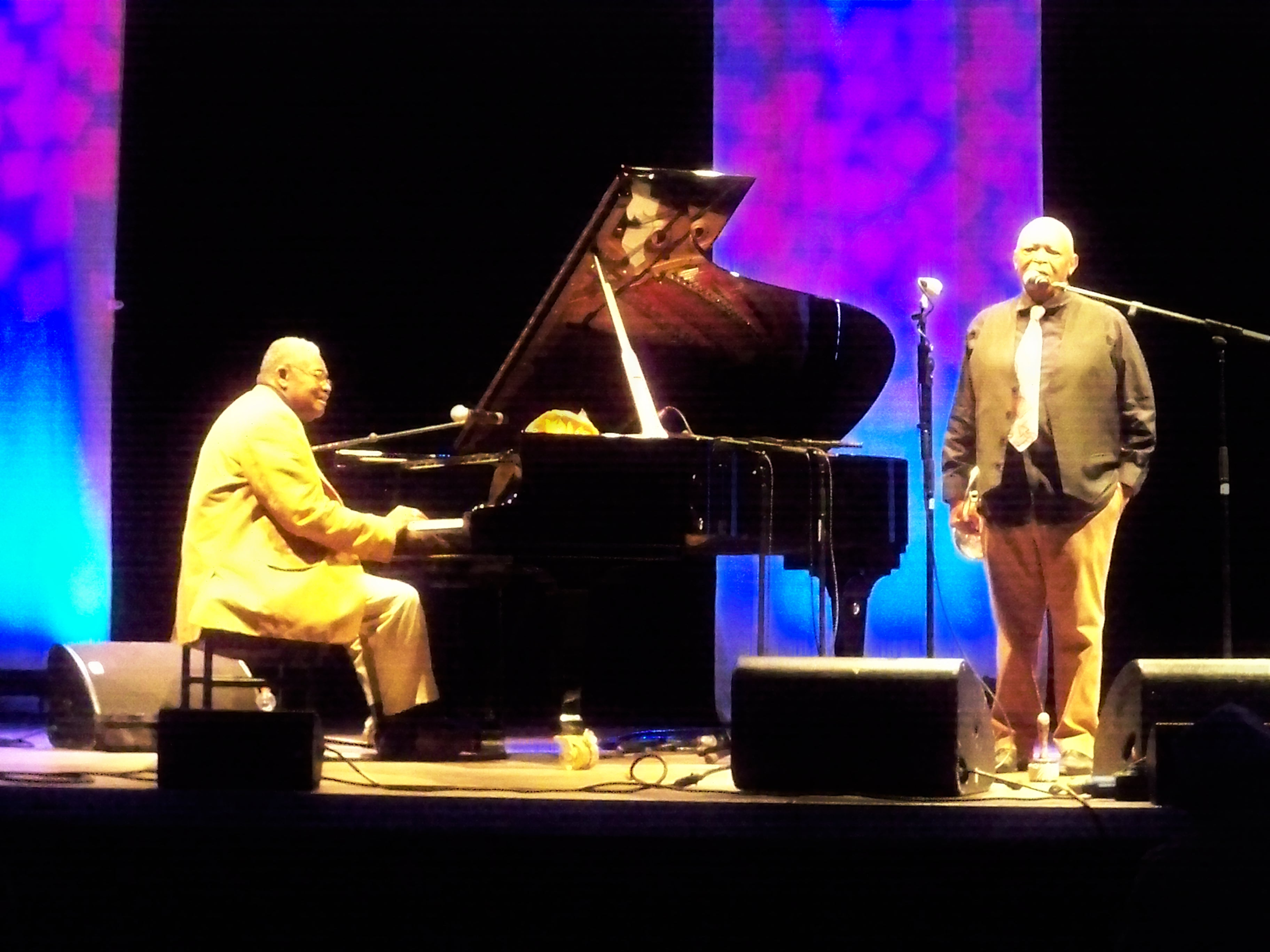
Larry Willis (links) mit Hugh Masekela (2016)

Lawrence Elliott „Larry“ Willis (* 20. Dezember 1942 in New York City; † 29. September 2019 in Baltimore) war ein US-amerikanischer Jazzmusiker (Piano und Keyboard), Komponist und Arrangeur.

## Leben und Wirken
Willis, der aus Harlem stammte, besuchte die New Yorker High School of Music and Art und danach die Manhattan School of Music. Er begann seine musikalische Laufbahn als Sänger und trat im Alter von siebzehn Jahren als Chorsänger in einer Oper von Aaron Copland unter Leonard Bernstein auf. Achtzehnjährig entdeckte er sein Interesse für die Jazzmusik und begann autodidaktisch das Klavierspiel zu erlernen. Er wurde Schüler von John Mehegan, arbeitete mit René McLean und trat im Jahr darauf regelmäßig mit Jackie McLean auf, der ihm 1965 die erste Plattenaufnahme bei Blue Note Records ermöglichte. 
Seitdem spielte Willis mehr als dreihundert Aufnahmen ein und arbeitete mit Jazzmusikern wie Dizzy Gillespie, Lee Morgan, Woody Shaw, Hugh Masekela, Julian Cannonball Adderley, Nat Adderley, Stan Getz, Art Blakey, Art Taylor, Clifford Jordan, Pharoah Sanders, Carmen McRae, Shirley Horn, Richard Holmes, Earl May, David Newman, Branford Marsalis, Alphonse Mouzon, Joe Henderson, Eddie Henderson, Paul Murphy und Carla Bley. Er leitete ferner ein eigenes Jazztrio und -quintett.
Daneben arbeitete Willis als Rock- und Pop-Pianist, spielte E-Piano – u. a. war er 1970 bis 1978 Pianist der Band Blood, Sweat & Tears –, Arrangeur u. a. für Roy Hargrove, Vanessa Rubin und Joe Ford sowie als Komponist tätig. Für das Florida Southern College Symphony Orchestra komponierte er eine vierteilige Orchestersuite. Stilistisch deckte er die Bandbreite vom Creative Jazz über Fusion bis zum Rock ab und kombinierte dies mit Soul-, Gospel- und Funk-Elementen.
Larry Willis starb im September 2019 im Alter von 76 Jahren in Baltimore an den Folgen von Diabetes.

## Diskographie
- A New Kind of Soul, 1970
- Inner Crisis, 1973
- My Funny Valentine, 1988
- Just in Time, 1989
- Solo Spirit, 1992
- Tribute to Someone, 1993, u. a. mit Tom Williams
- Heavy Blue, 1994
- How Do You Keep the Music Playing, 1994
- Let's Play, 1994
- Unforgettable, 1995
- Serenade, 1995
- If Trees Could Talk mit Hamiet Bluiett, 1999
- Every Rung Goes Higher, 2001
- Sunshower mit Kash Killion, Steve Novosel, Paul Murphy, Steve Berrios, 2001
- Sanctuary mit Joe Ford, Ray Codrington, Steve Novosel, Steve Berrios, Artie Sherman und den Rick Schmidt Strings, 2003
- The Powers of Two 1 + 2 mit Paul Murphy, 2004 und 2006
- The Big Push, 2006
- Blue Fable, 2007